# Llista de topònims de Riudecanyes
Llista de topònims (noms propis de lloc) del municipi de Riudecanyes, al Baix Camp
Informació actualitzada per un bot. Els canvis manuals es perdran quan s'actualitzi!

## entitat singular de població
| imatge | Nom                | Ubicat a    | instància de                                   | Detalls | coordenades                                                       | Protecció | Commons (més fotos) | Dades a WD                    |
| ------ | ------------------ | ----------- | ---------------------------------------------- | ------- | ----------------------------------------------------------------- | --------- | ------------------- | ----------------------------- |
|        | Mar de Riudecanyes | Riudecanyes | entitat singular de població                   | 211 hab | 41° 07′ 58″ N, 0° 56′ 49″ E / 41.132761°N,0.946842°E 267 msnm     |           |                     | Modifica les dades a Wikidata |
|        | Montclar           | Riudecanyes | entitat singular de població                   | 191 hab | 41° 08′ 32″ N, 0° 58′ 12″ E / 41.14216047°N,0.96991564°E 291 msnm |           |                     | Modifica les dades a Wikidata |
|        | Riudecanyes        | Riudecanyes | entitat singular de població capital municipal | 957 hab | 41° 07′ 44″ N, 0° 57′ 43″ E / 41.12886807°N,0.9618794°E 198 msnm  |           |                     | Modifica les dades a Wikidata |

## església
| imatge | Nom                         | Ubicat a    | instància de     | Detalls                                                  | coordenades                                                                   | Protecció                                  | Commons (més fotos)       | Dades a WD                    |
| ------ | --------------------------- | ----------- | ---------------- | -------------------------------------------------------- | ----------------------------------------------------------------------------- | ------------------------------------------ | ------------------------- | ----------------------------- |
|        | Sant Mateu de Riudecanyes   | Riudecanyes | església         | Estil: arquitectura del Renaixement arquitectura popular | 41° 07′ 48″ N, 0° 57′ 38″ E / 41.13°N,0.960509°E ca:Pl. de l'Església         | bé integrant del patrimoni cultural català | Sant Mateu de Riudecanyes | Modifica les dades a Wikidata |
|        | Santa Bàrbara d'Escornalbou | Riudecanyes | església capella |                                                          | 41° 07′ 37″ N, 0° 54′ 54″ E / 41.1269311069733°N,0.914906424594792°E 641 msnm |                                            |                           | Modifica les dades a Wikidata |

## granja
| imatge | Nom                          | Ubicat a    | instància de | Detalls | coordenades                                                          | Protecció | Commons (més fotos) | Dades a WD                    |
| ------ | ---------------------------- | ----------- | ------------ | ------- | -------------------------------------------------------------------- | --------- | ------------------- | ----------------------------- |
|        | Granges de la Cooperativa    | Riudecanyes | granja       |         | 41° 07′ 04″ N, 0° 56′ 46″ E / 41.1177723070664°N,0.946068569229153°E |           |                     | Modifica les dades a Wikidata |
|        | Granges del Francisco Soler  | Riudecanyes | granja       |         | 41° 07′ 42″ N, 0° 58′ 39″ E / 41.1283553258384°N,0.97759246961788°E  |           |                     | Modifica les dades a Wikidata |
|        | Granges del Radic            | Riudecanyes | granja       |         | 41° 08′ 23″ N, 0° 59′ 12″ E / 41.1398006228335°N,0.986677147265609°E |           |                     | Modifica les dades a Wikidata |
|        | Granja de la Concepció Sanxo | Riudecanyes | granja       |         | 41° 08′ 25″ N, 0° 58′ 58″ E / 41.1404097421009°N,0.982881549741665°E |           |                     | Modifica les dades a Wikidata |
|        | Granja del Josep Navarro     | Riudecanyes | granja       |         | 41° 08′ 11″ N, 0° 58′ 57″ E / 41.1362523218172°N,0.982591976986191°E |           |                     | Modifica les dades a Wikidata |
|        | Granja del Miquel Figueres   | Riudecanyes | granja       |         | 41° 08′ 38″ N, 0° 59′ 17″ E / 41.1439334213611°N,0.988135442568728°E |           |                     | Modifica les dades a Wikidata |
|        | Granja del Vidal             | Riudecanyes | granja       |         | 41° 08′ 18″ N, 0° 58′ 53″ E / 41.1382936352381°N,0.98137371641973°E  |           |                     | Modifica les dades a Wikidata |

## masia
| imatge | Nom                   | Ubicat a    | instància de | Detalls                     | coordenades                                                          | Protecció                                  | Commons (més fotos) | Dades a WD                    |
| ------ | --------------------- | ----------- | ------------ | --------------------------- | -------------------------------------------------------------------- | ------------------------------------------ | ------------------- | ----------------------------- |
|        | Can Tomàs             | Riudecanyes | masia        |                             | 41° 07′ 52″ N, 0° 56′ 11″ E / 41.1310826108201°N,0.936361215621704°E |                                            |                     | Modifica les dades a Wikidata |
|        | Casa Vella del Pantà  | Riudecanyes | masia        |                             | 41° 08′ 15″ N, 0° 57′ 10″ E / 41.1374562291097°N,0.952817340394037°E |                                            |                     | Modifica les dades a Wikidata |
|        | Caseta de l'Estanquer | Riudecanyes | masia        |                             | 41° 08′ 17″ N, 0° 56′ 47″ E / 41.1379815296443°N,0.946403057336995°E |                                            |                     | Modifica les dades a Wikidata |
|        | Caseta del Jaumà      | Riudecanyes | masia        |                             | 41° 07′ 28″ N, 0° 57′ 02″ E / 41.1243381353952°N,0.950592743016312°E |                                            |                     | Modifica les dades a Wikidata |
|        | Caseta del Rat        | Riudecanyes | masia        |                             | 41° 07′ 11″ N, 0° 57′ 02″ E / 41.1198139095881°N,0.950447677882464°E |                                            |                     | Modifica les dades a Wikidata |
|        | Mas d'en Brocà        | Riudecanyes | masia        | Estil: arquitectura popular | 41° 08′ 08″ N, 0° 55′ 54″ E / 41.135472°N,0.931794°E                 | bé integrant del patrimoni cultural català |                     | Modifica les dades a Wikidata |
|        | Mas d'en Burro        | Riudecanyes | masia        |                             | 41° 07′ 36″ N, 0° 58′ 30″ E / 41.126708073744°N,0.97490791411948°E   |                                            |                     | Modifica les dades a Wikidata |
|        | Mas d'en Cases        | Riudecanyes | masia        |                             | 41° 09′ 15″ N, 0° 58′ 00″ E / 41.154291243053°N,0.966570270882849°E  |                                            |                     | Modifica les dades a Wikidata |
|        | Mas d'en Mateu        | Riudecanyes | masia        |                             | 41° 08′ 15″ N, 0° 58′ 18″ E / 41.1375657905148°N,0.97173363593116°E  |                                            |                     | Modifica les dades a Wikidata |
|        | Mas d'en Rat          | Riudecanyes | masia        |                             | 41° 08′ 31″ N, 0° 58′ 42″ E / 41.1420703572827°N,0.978445926033698°E |                                            |                     | Modifica les dades a Wikidata |
|        | Mas de Pandot         | Riudecanyes | masia        |                             | 41° 07′ 43″ N, 0° 56′ 06″ E / 41.1286990689502°N,0.935042163842536°E |                                            |                     | Modifica les dades a Wikidata |
|        | Mas del Figueral      | Riudecanyes | masia        |                             | 41° 06′ 54″ N, 0° 58′ 09″ E / 41.1150454758468°N,0.969056700548852°E |                                            |                     | Modifica les dades a Wikidata |
|        | Mas del Mut           | Riudecanyes | masia        |                             | 41° 08′ 41″ N, 0° 59′ 19″ E / 41.1446445584356°N,0.988626064880866°E |                                            |                     | Modifica les dades a Wikidata |
|        | Mas del Mà Gran       | Riudecanyes | masia        |                             | 41° 08′ 08″ N, 0° 55′ 54″ E / 41.1355113047518°N,0.931683222360318°E |                                            |                     | Modifica les dades a Wikidata |
|        | Mas del Parral        | Riudecanyes | masia        |                             | 41° 07′ 37″ N, 0° 56′ 54″ E / 41.1268722907118°N,0.948238629866037°E |                                            |                     | Modifica les dades a Wikidata |
|        | Masia del Maio        | Riudecanyes | masia        |                             | 41° 07′ 45″ N, 0° 56′ 37″ E / 41.1291510283448°N,0.94368846479421°E  |                                            |                     | Modifica les dades a Wikidata |

## molí d'aigua
| imatge | Nom                | Ubicat a    | instància de | Detalls                     | coordenades                                                                            | Protecció                                  | Commons (més fotos)              | Dades a WD                    |
| ------ | ------------------ | ----------- | ------------ | --------------------------- | -------------------------------------------------------------------------------------- | ------------------------------------------ | -------------------------------- | ----------------------------- |
|        | Molí de la Rafaela | Riudecanyes | molí d'aigua | Estil: arquitectura popular | 41° 07′ 16″ N, 0° 58′ 26″ E / 41.121111111111°N,0.97388888888889°E ca:Camí dels Molins | bé integrant del patrimoni cultural català | Molí de la Rafaela (Riudecanyes) | Modifica les dades a Wikidata |
|        | Molí de la Vila    | Riudecanyes | molí d'aigua | Estil: arquitectura popular | 41° 09′ 02″ N, 0° 57′ 48″ E / 41.150547°N,0.963385°E                                   | bé integrant del patrimoni cultural català | Molí de la Vila (Riudecanyes)    | Modifica les dades a Wikidata |
|        | Molí del Badia     | Riudecanyes | molí d'aigua | Estil: arquitectura popular | 41° 07′ 16″ N, 0° 58′ 24″ E / 41.121111111111°N,0.97333333333333°E ca:Camí dels Molins | bé integrant del patrimoni cultural català | Molí del Badia (Riudecanyes)     | Modifica les dades a Wikidata |
|        | Molí del Guasc     | Riudecanyes | molí d'aigua | Estil: arquitectura popular | 41° 07′ 34″ N, 0° 58′ 01″ E / 41.126111111111°N,0.96694444444444°E ca:Camí dels Molins | bé integrant del patrimoni cultural català | Molí del Guasc (Riudecanyes)     | Modifica les dades a Wikidata |
|        | Molí del Siurana   | Riudecanyes | molí d'aigua |                             | 41° 08′ 28″ N, 0° 56′ 39″ E / 41.1410859065883°N,0.944209180266665°E                   |                                            |                                  | Modifica les dades a Wikidata |
|        | los Molins         | Riudecanyes | molí d'aigua |                             | 41° 07′ 16″ N, 0° 58′ 24″ E / 41.1212367451403°N,0.973332479979816°E                   |                                            |                                  | Modifica les dades a Wikidata |

## muntanya
| imatge | Nom              | Ubicat a                           | instància de | Detalls    | coordenades                                                         | Protecció | Commons (més fotos) | Dades a WD                    |
| ------ | ---------------- | ---------------------------------- | ------------ | ---------- | ------------------------------------------------------------------- | --------- | ------------------- | ----------------------------- |
|        | Collet del Vicis | Riudecanyes                        | muntanya     | Alt: 2363m | 41° 07′ 25″ N, 0° 57′ 46″ E / 41.12363889°N,0.96279722°E 236.3 msnm |           |                     | Modifica les dades a Wikidata |
|        | Puigferrós       | l'Argentera Riudecanyes            | muntanya     |            | 41° 07′ 56″ N, 0° 55′ 19″ E / 41.13236111°N,0.92202778°E 466.3 msnm |           |                     | Modifica les dades a Wikidata |
|        | Puigpedregós     | Riudecanyes Vilanova d'Escornalbou | muntanya     |            | 41° 07′ 43″ N, 0° 55′ 35″ E / 41.1285°N,0.926278°E 539.3 msnm       |           |                     | Modifica les dades a Wikidata |
|        | Puigvoltor       | Riudecols Riudecanyes              | muntanya     |            | 41° 09′ 29″ N, 0° 57′ 35″ E / 41.1581°N,0.959725°E 596.3 msnm       |           |                     | Modifica les dades a Wikidata |
|        | Santa Bàrbara    | Riudecanyes                        | muntanya     |            | 41° 07′ 37″ N, 0° 54′ 54″ E / 41.127021°N,0.914951°E 641 msnm       |           | Santa Bàrbara (cim) | Modifica les dades a Wikidata |
|        | el Bres          | Riudecols Riudecanyes              | muntanya     |            | 41° 09′ 14″ N, 0° 58′ 39″ E / 41.153937°N,0.977411°E 525 msnm       |           | El Bres             | Modifica les dades a Wikidata |
|        | les Forques      | Riudecanyes                        | muntanya     |            | 41° 07′ 35″ N, 0° 56′ 03″ E / 41.12625°N,0.93408278°E 508.2 msnm    |           |                     | Modifica les dades a Wikidata |
|        | les Pedreres     | Riudecanyes                        | muntanya     |            | 41° 08′ 15″ N, 0° 57′ 58″ E / 41.13744444°N,0.96605278°E 308.2 msnm |           |                     | Modifica les dades a Wikidata |

## pont
| imatge | Nom                 | Ubicat a    | instància de | Detalls                     | coordenades                                                          | Protecció                                  | Commons (més fotos) | Dades a WD                    |
| ------ | ------------------- | ----------- | ------------ | --------------------------- | -------------------------------------------------------------------- | ------------------------------------------ | ------------------- | ----------------------------- |
|        | Pont de Riudecanyes | Riudecanyes | pont         | Estil: arquitectura popular | 41° 07′ 51″ N, 0° 57′ 50″ E / 41.130831°N,0.963871°E                 | bé integrant del patrimoni cultural català | Pont de Riudecanyes | Modifica les dades a Wikidata |
|        | Pont de la Boixa    | Riudecanyes | pont         |                             | 41° 07′ 51″ N, 0° 56′ 48″ E / 41.1307998723226°N,0.946746235804421°E |                                            |                     | Modifica les dades a Wikidata |

## Misc
| imatge | Nom                             | Ubicat a                                                  | instància de                                   | Detalls                                       | coordenades                                                               | Protecció                                            | Commons (més fotos)                | Dades a WD                    |
| ------ | ------------------------------- | --------------------------------------------------------- | ---------------------------------------------- | --------------------------------------------- | ------------------------------------------------------------------------- | ---------------------------------------------------- | ---------------------------------- | ----------------------------- |
|        | Cal Brocà                       | Riudecanyes                                               | casa                                           | Estil: arquitectura popular                   | 41° 07′ 49″ N, 0° 57′ 42″ E / 41.130277777778°N,0.96166666666667°E        | bé integrant del patrimoni cultural català           | Cal Brocà                          | Modifica les dades a Wikidata |
|        | Casa de la Vila de Riudecanyes  | Riudecanyes                                               | casa consistorial                              |                                               | 41° 07′ 48″ N, 0° 57′ 39″ E / 41.130048°N,0.960959°E                      | bé integrant del patrimoni cultural català           | Casa de la Vila de Riudecanyes     | Modifica les dades a Wikidata |
|        | Castell d'Escornalbou           | Riudecanyes                                               | castell                                        | Estil: arquitectura romànica                  | 41° 07′ 40″ N, 0° 54′ 56″ E / 41.1278°N,0.915556°E 650 msnm               | bé d'interès cultural bé cultural d'interès nacional | Monestir d'Escornalbou             | Modifica les dades a Wikidata |
|        | Estació de Riudecanyes-Botarell | Riudecanyes                                               | estació de ferrocarril edifici                 |                                               | 41° 08′ 24″ N, 0° 58′ 33″ E / 41.140027777777775°N,0.97575°E              |                                                      | Riudecanyes-Botarell train station | Modifica les dades a Wikidata |
|        | Vilavella                       | Riudecanyes                                               | vèrtex geodèsic                                | Alt: 1.2m                                     | 41° 09′ 14″ N, 0° 58′ 39″ E / 41.153936°N,0.977412°E el Bres 525.136 msnm |                                                      |                                    | Modifica les dades a Wikidata |
|        | cementiri de Riudecanyes        | Riudecanyes                                               | cementiri                                      |                                               | 41° 07′ 59″ N, 0° 57′ 47″ E / 41.132929°N,0.963051°E                      |                                                      | Cementiri de Riudecanyes           | Modifica les dades a Wikidata |
|        | los Roquers                     | Riudecanyes                                               | pedrera                                        |                                               | 41° 08′ 28″ N, 0° 56′ 44″ E / 41.1411255892792°N,0.945423249985793°E      |                                                      |                                    | Modifica les dades a Wikidata |
|        | pantà de Riudecanyes            | Riudecanyes                                               | embassament                                    | Superfície: 40.3ha Volum: 5.3hm³ Conca: 30km² | 41° 08′ 06″ N, 0° 57′ 15″ E / 41.134906°N,0.954206°E                      |                                                      | Pantà de Riudecanyes               | Modifica les dades a Wikidata |
|        | presa de Riudecanyes            | Riudecanyes                                               | presa d'arc-gravetat Ús: regadiu aigua potable | Llarg: 234.8m Alt: 51m Volum: 113933hm³       | 41° 08′ 01″ N, 0° 57′ 32″ E / 41.133521°N,0.958907°E 221 169.5 msnm       |                                                      | Pantà de Riudecanyes               | Modifica les dades a Wikidata |
|        | riera de Riudecanyes            | Riudecanyes Montbrió del Camp Mont-roig del Camp Cambrils | curs d'aigua                                   | Desemboca: mar Mediterrània                   | 41° 10′ 23″ N, 0° 54′ 20″ E / 41.17318°N,0.905559°E                       |                                                      | Riera de Riudecanyes               | Modifica les dades a Wikidata |